# 魔誡英豪
《魔誡英豪》為美國出產的恐怖電影作品。上映前，投資片商試圖將本片括展到主流市場內，並為此投下大筆預算，再商請原班人馬拍攝。但是，影片票房並不如預期，評價也出現兩極化的現象。
由於，本片亦獲得少數支持者的喜愛及推崇，亦常被歸類於次文化之列。

## 概述
故事劇情描寫接續上部作品結尾，但卻在恐怖當中增加不少喜劇效果。整個舞台不在荒郊野外的空屋內拍攝，轉而移往中世紀的城堡裏，並添增許多人物及鬼怪角色，塑造出相似史詩般的大場面。

## 劇情簡介
緊接著上集，艾許遭受「死亡之書」所引起的時空漩渦吸入，並意外穿越到中世紀/13世紀。此時，艾許恰巧遭遇上兩個不同陣營的騎士正在打鬥。陰錯陽差之下，他被誤當成另一陣營所屬的士兵之一，遭受到俘虜並押解到城堡裡面準備處死。
後來，艾許經過與惡靈一番打鬥與向城堡居民解釋後，反而卻誤打誤撞成為救世主，也認識了一位女友。城堡裡的術士告訴艾許如果想重返20世紀將必需取得「死亡之書」，才能依此書查到方法調製藥劑。出發前，術士再告訴艾許一段取書時刻必唸出的咒語，否則將會招喚出「死亡大軍」重生。
然而，艾許前往尋找的過程中，不斷受到詭異的事物侵擾，並從自己身上生長出邪惡艾許。最後，總算在歷經波折下，艾許順利取得到「死亡之書」，返回到城堡裡交給術士。豈料，由於艾許在拿取「死亡之書」的過程中出了差錯，導致引起「死亡大軍」甦醒，甚至連邪惡艾許也重生過來，並派譴惡靈闖入城堡內擄走女友。邪惡艾許所領導的「死亡大軍」群起朝向城堡進攻，讓城堡裡的居民都人心徨徨。
此時，艾許在全部人都拿不定主意該怎麼辦的時候，開始向所有人登高一呼，願意領導對抗「死亡大軍」的來襲，結果邪惡艾許被炸至粉身碎骨。
大戰結束後，艾許準備喝時空藥水返回現代...
電影院上映版結局：主角回到原來時空繼續大賣場工作人員的生活，並成功打敗了在大賣場肆虐的惡靈，英雄救美。
錄影帶版/DVD版結局：主角多喝了時空藥水後睡過頭到了世界已成廢墟才醒來。

## 人物角色
| 角色名稱               | 演員                  | 備註       |
| ---------------------- | --------------------- | ---------- |
| 艾許（Ash）            | 布魯斯·坎貝爾         | 妮塔的男友 |
| 席蘭（Sheila）         | Embeth Davidtz        | 艾許的女友 |
| 亞瑟（Arthur）         | 麥克斯·金潘登         |            |
| 智者（Wise man）       | Ian Abercrombie       | 術士       |
| 亨利公爵（Duke Henry） | Richard Grove         |            |
| 鐵匠（Blacksmith）     | Timothy Patrick Quill | 鐵匠       |
| Gold Tooth             | Michael Earl Reid     |            |
| 妮塔（Linda）          | 布莉姬·芳達           | 艾許的女友 |
| S-Mart Clerk           | 潘特·洛理             | 艾許的同事 |

## 獎項

### 榮獲
- 美國科幻奇幻恐怖電影學會獎（Saturn Awards）

- 「最佳恐怖影片」（Best Horror Film）

## 備註
1. ↑  1992年台灣票房 Archive.today的存檔，存档日期2012-07-07，〈台灣電影資料庫〉
2. ↑  香港電影票房 1993 〔外語電影〕 的存檔，存档日期2007-12-25.，〈香港電影票房全紀錄〉

## 外部連結
- 魔誡英豪（Army of Darkness） （页面存档备份，存于），〈網路電影資料庫〉
- Deadites Online （页面存档备份，存于）